# Déo Kanda
Déo Kanda (11 de agosto de 1989) é um futebolista profissional congolês que atua como atacante.

## Carreira
Déo Kanda representou o elenco da Seleção da República Democrática do Congo de Futebol no Campeonato Africano das Nações de 2013.